# Вознесенка (Кривошиїнський район)
Вознесе́нка (рос. Вознесенка) — присілок у складі Кривошиїнського району Томської області, Росія. Входить до складу Пудовського сільського поселення.

## Населення
Населення — 163 особи (2010; 195 у 2002).
Національний склад (станом на 2002 рік):
- росіяни — 90 %